# گروسباردورف
گروسباردورف (به آلمانی: Großbardorf) یک روستا و شهر در آلمان است که در رن-گرابفلد واقع شده‌است. گروسباردورف ۹۸۹ نفر جمعیت دارد.